# Neštin
Neštin (v srbské cyrilici Нештин, maďarsky Neszt) je vesnice v srbské autonomní oblasti Vojvodina, administrativně součást opštiny Bačka Palanka. Nachází se jižně od řeky Dunaje a na pravém břehu je první na území Srbska za státní hranicí s Chorvatskem. Obec se nachází na břehu Dunaje, severně od pohoří Fruška Gora.
Obcí prochází silnice spojující obec Sremska Mitrovica a chorvatskou obec Ilok. Západně od Neštinu, kde prochází státní hranice, stojí hraniční přechod Ilok-Neštin. 
První písemná zmínka o obci pochází z roku 1323. V obci se nachází památkově chráněný venkovský dům z 18. století a pravoslavný kostel z roku 1793 v barokním stylu.